# アラン・ガーディナー
サー・アラン・ヘンダーソン・ガーディナー（Sir Alan Henderson Gardiner、1879年3月29日 - 1963年12月19日）は、イギリスのエジプト学者、言語学者。著書『エジプト語文法』が特によく知られる。
作曲家のヘンリー・バルフォア・ガーディナーは兄。指揮者のジョン・エリオット・ガーディナーや、歴史学者のマーティン・バナールは孫。

## 略歴
ガーディナーはロンドン南東のエルタム（今のグリニッジ区の一部）に生まれた。ガストン・マスペロを尊敬し、ソルボンヌ大学で1年間マスペロの講義を聞いた。その後オックスフォード大学クイーンズ・カレッジに入学したが、当時のオックスフォードにはエジプト学の講座はなく、フランシス・ルウェリン・グリフィスから個人的に学んだほかはエジプト学を独習した。
1901年にオックスフォードを卒業した。ガーディナーは父から充分な財産を与えられていたため、その後は職につかずに研究に集中した。
1902年から10年間ベルリンに住んで、アドルフ・エルマンが中心になって進められていた『エジプト語辞典』の編纂に参加した。
1910年にオックスフォード大学の文学博士号を取得した。
1912年から1914年にかけてマンチェスター大学のエジプト学準教授(reader)に就任した。これがガーディナーの唯一の学問的職歴だった。
ガーディナーはエジプト探査協会の学術雑誌『エジプト考古学報』(Journal of Egyptian Archaeology)の編集者を1916年から1946年まで断続的につとめ（都合13年間）、大量の論文を発表した。1917年から1920年までエジプト探査協会の名誉書記をつとめ、1959年から没するまで同協会の会長だった。
ガーディナーはハワード・カーターによるツタンカーメンの墓の調査にも協力した。ラメセス11世の墓の中で会食している有名な写真の右端に写っているのがガーディナーである。
1963年にオックスフォードで没した。

## 栄誉
1929年にイギリス学士院のフェロー(FBA)に選ばれた。1948年にナイトの称号を与えられた。他に国内外の多数の栄誉を得ている。

## 主な著書
ガーディナーは非常に精力的に著作の出版を行い、70歳の誕生日のために編纂された著書一覧にはエジプト学の著書26部と論文221本を載せている。
ガーディナーはエジプト語で書かれた文献の校訂本文や注釈・翻訳を多数出版した。
- The Admonitions of an Egyptian Sage from a Hieratic Papyrus in Leiden. Leipzig. (1909)
- Notes on the Story of Sinuhe. Paris. (1916)
- The Inscriptions of Sinai. London: Egypt Exploration Fund. (1917)（共著）
- Ramesside Administrative Documents. Oxford: Griffith Institute. (1940)
- The Wilbour Papyrus. Oxford University Press. (1941-1952)（4冊）
- Ancient Egyptian Onomastica. Oxford University Press. (1947)（3冊）
- The Ramesseum Papyri. Oxford: Griffith Institute. (1955)
- The Royal Canon of Turin. Oxford: Griffith Institute. (1959)

フリンダーズ・ピートリーがシナイから得た碑文の中に、明らかにエジプトのものでない文字が混じっていることにガーディナーは気づいた。この文字がエジプトの文字に由来し、フェニキア文字の祖先にあたるという考えを1915年に口頭発表し、翌年の『エジプト考古学報』で公刊した。
- “The Egyptian Origin of the Semitic Alphabet”. Journal of Egyptian Archaeology 3 (1):  1-16. (1916). JSTOR 3853586.

この文字は現在原シナイ文字と呼ばれている。ガーディナーが見つけたと主張したのは「バアラト」1語にすぎず、その説はしばらくの間認められなかった。その後、別な語が発見され、近くに書かれていたヒエログリフと意味が一致していたことから正しいと考えられるようになっていった。しかし、この説が成立するために必要になる仮定が多すぎる上に「バアラト」という解読も疑わしいとする反論もある。いずれにせよ原シナイ文字は今も解読されたとは言い難い状態にある。
ガーディナーのもっとも有名な著書は1927年に出版された『エジプト語文法』である。この著書は単なる文法書にとどまらず、多数の演習問題、語彙集、ヒエログリフの文字一覧（ガーディナーの記号表）などを備えていた。後、1950年と1957年に改訂された。
- Egyptian Grammar. Oxford: Clarendon Press. (1927)

『エジプト語文法』の出版後、ガーディナーは言語学に関する著書を出版している。
- The Theory of Speech and Language. Oxford: Clarendon Press. (1932)
- The Theory of Proper Names. Oxford University Press. (1940)

晩年にエジプトの歴史『ファラオのエジプト』を出版した。
- Egypt of the Pharaohs. Oxford: Clarendon Press. (1961)